# Alfred Agyenta
Alfred Agyenta (* 20. Januar 1959 in Wiagha, Ghana) ist ein ghanaischer Geistlicher und Bischof von Navrongo-Bolgatanga.

## Leben
Alfred Agyenta empfing am 6. August 1988 das Sakrament der Priesterweihe.
Am 5. April 2011 ernannte ihn Papst Benedikt XVI. zum Bischof von Navrongo-Bolgatanga. Der Apostolische Nuntius in Ghana, Erzbischof Léon Kalenga Badikebele, spendete ihm am 29. Juni desselben Jahres die Bischofsweihe; Mitkonsekratoren waren der Erzbischof von Tamale, Philip Naameh, und der Bischof von Konongo-Mampong, Joseph Osei-Bonsu.